# 夏特河

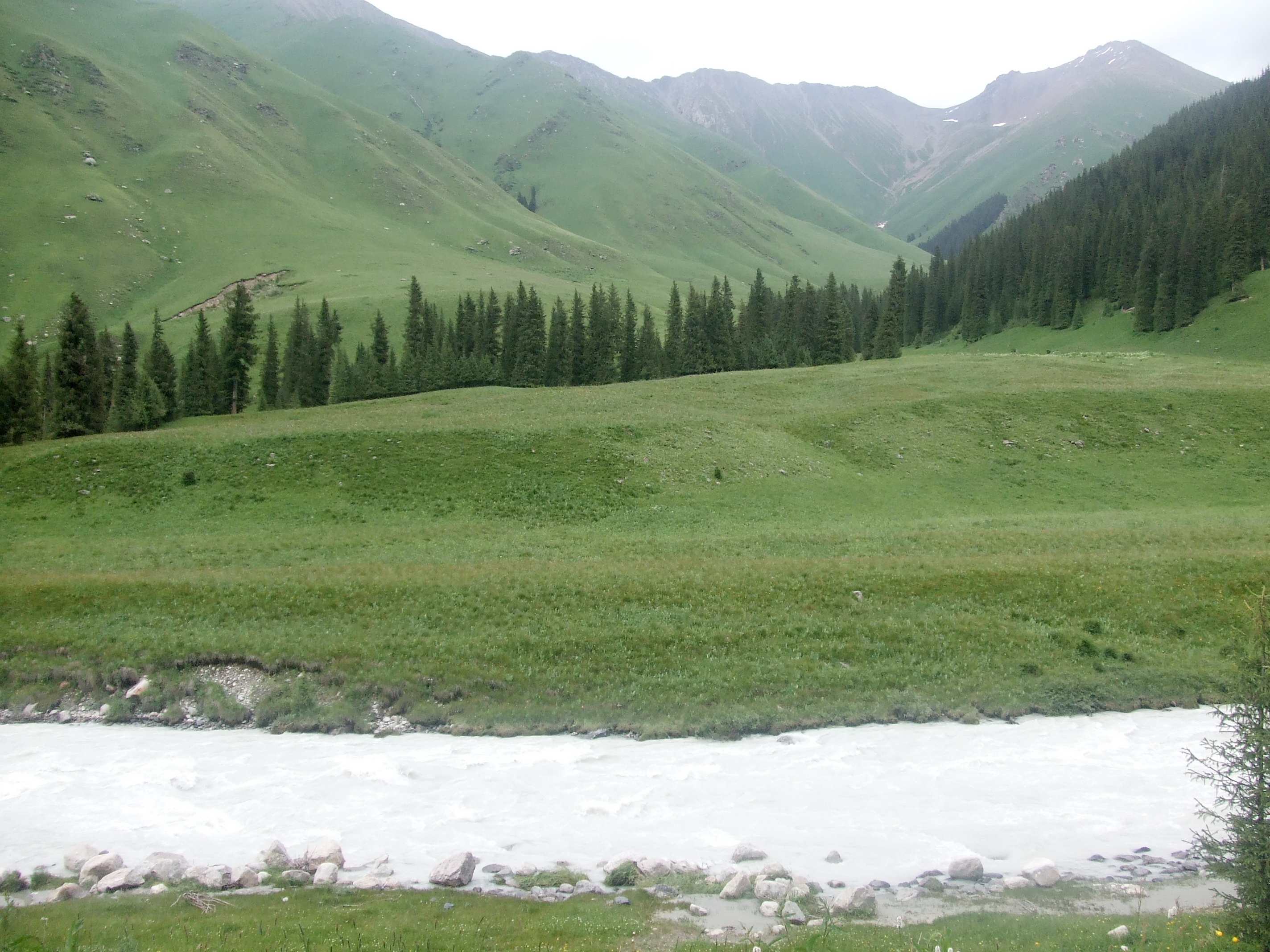
上游河谷河段

夏特河，也作夏塔河，位于中华人民共和国新疆维吾尔自治区伊犁哈萨克自治州昭苏县境内的一条河流，是特克斯河右岸支流，河名源自蒙古语“阶梯”的音转。发源于昭苏县南部南天山山脉支脉汗腾格里山北坡的图拉苏冰川和阿尔恰勒托尔冰川末端，自东南向西北流，经夏特峡谷，于夏特柯尔克孜族乡东南出山口，之后向西北流12千米后干流大体分三支汊流向北流20千米于新疆生产建设兵团七十四团二连东北汇入特克斯河。河长75千米，流域面积1228平方千米。上游河谷是丝绸之路上著名的夏特古道，是伊犁河谷通往南疆塔里木盆地地区的必经要道。